# Melittomma lateritium
Melittomma lateritium är en skalbaggsart som först beskrevs av Leon Fairmaire 1887.  Melittomma lateritium ingår i släktet Melittomma och familjen varvsflugor. Inga underarter finns listade i Catalogue of Life.